# Philippine Alliance of Human Rights Advocates
 (décembre 2017).
La Philippine Alliance of Human Rights Advocates (PAHRA) est une organisation à but non-lucratif enregistrée aux Philippines depuis 1986. En 1993, elle convoque un sommet pour les droits de l'Homme aux Philippines à l'issue duquel est adoptée la déclaration philippine des Droits de l'Homme.

## Prix et reconnaissances
En décembre 2017, la PAHRA est lauréate du Prix franco-allemand des droits de l’Homme et de l’État de droit. Le prix est remis à sa secrétaire générale Rosemarie Trajano par les ambassadeurs de France et d'Allemagne aux Philippines.